# خنده سرخ
خندۀ سرخ رمانی است تکان‌دهنده و کم‌نظیر از یکی از مشهورترین نویسندگان عصر نقره‌ای ادبیات روسیه، «لیانید آندری‌یف» که برای اولین‌بار در سال 1905 منتشر شد. «خندۀ سرخ» از همان ابتدای انتشارش در مجله (دانش) در روسیه، با استقبال گستردۀ خوانندگان و منتقدان مواجه شد و حتی نویسندگان بزرگی همچون (ماکسیم گورکی) از این کتاب به صورت مفصل تمجید کرده‌اند.